# Atletisme als Jocs Olímpics d'estiu de 1900 - salt de perxa masculí
El salt amb perxa masculí va ser una de les proves d'atletisme que es va dur a terme als Jocs Olímpics de París de 1900. El salt amb perxa es va disputar el 15 de juliol de 1900 i hi prengueren part vuit atletes representants de cinc països.
Aquesta prova fou molt protestada per l'equip dels Estats Units, ja que es disputà en diumenge i molts dels seus saltadors es negaven a competir en aquest dia de la setmana. A tres dels millors saltadors americans se'ls va dir que podrien saltar l'endemà i es tindrien en compte els resultats, però a l'hora de la veritat els organitzadors van establir que no fos així. Els saltadors americans no es van assabentar d'aquest fet fins a una vegada disputada la prova. Així doncs, els saltadors que hi van prendre part no eren especialistes amb la perxa. El mateix Baxter feia poca estona que havia finalitzat la final del salt d'alçada i en veure que començava la final de perxa va decidir participar-hi.

## Medallistes
| Or            | Plata           | Bronze               |
| Irving Baxter | Meredith Colket | Carl Albert Andersen |

## Rècords
Aquests eren els rècords del món i olímpic que hi havia abans de la celebració dels Jocs Olímpics de 1900.
| Rècord del Món | 3,62 metres(*) | Raymond Clapp | Chicago (USA) | 16 de juny de 1898      |
| Rècord Olímpic | 3,30 metres    | Welles Hoyt   | Atenes (GRE)  | 10 d'abril de 1896 (CG) |

(*) no oficial
Irving Baxter va igualar el Rècord Olímpic en aconseguir 3,30 metres.

## Resultats
| Posició | Atleta               | Alçada |
| ------- | -------------------- | ------ |
| Or      | Irving Baxter        | 3,30 m |
| Plata   | Meredith Colket      | 3,25 m |
| Bronze  | Carl Albert Andersen | 3,20 m |
| 4       | Émile Gontier        | 3,10 m |
| 4       | Jakab Kauser         | 3,10 m |
| 4       | Erik Lemming         | 3,10 m |
| 7       | Karl Staaf           | 2,80 m |
| 8       | August Nilsson       | 2,60 m |

Baxter, tot i ser un saltador d'alçada que tenia poca experiència amb la perxa i que tot just havia finalitzat la prova del salt d'alçada fou el primer classificat del salt amb perxa. De la mateixa manera que els altres medallistes, superà els 3,10 metres primer i després els 3,20 m. Andersen no va poder amb els 3,25m, alçada que sí que superaren els dos americans. Colker no pogué superar aquesta alçada, cosa que sí que feu Baxter, que guanyà amb 3,30 metres, tot igualant en Rècord Olímpic.